# Marquise de Forez
Marquise de Forez ou Marchisia en latin (né vers 1195 et morte vers 1238) est une personnalité féminine du XIIIe siècle, vicomtesse-consort de Thiers à la suite de son mariage avec Guy VII de Thiers. Elle est la fille du comte Guigues III de Forez et d'Alix de Sully.
C'est dans un contexte de guerre qu'a lieu en 1206 le mariage de Marquise de Forez et de Guy VII de Thiers. Avant tout politique l'union scelle l'alliance entre le comté de Forez de Guigues III et l'Auvergne de Guy II d'Auvergne face aux visées et avancées expansionnistes de la famille de Beaujeu et son représentant d'alors Guichard IV.
Elle donne naissance en 1213 à Chatard de Thiers qui deviendra vicomte de Thiers après le décès de son père Guy VII. Par son union et sa descendance Marquise engendre pour la première fois le rapprochement des maisons de Thiers et de Forez qui vont progressivement se rapprocher jusqu'à donner une fusion relative des deux familles.

### Monographies anciennes
- Étienne Baluze, Histoire généalogique de la maison d'Auvergne. 1708. Lire en ligne : Tome 1 , Tome 2
- Auguste Joseph Bernard, Histoire du Forez, 1839. Chapitre VII.
- Jean-Baptiste-Pierre Jullien de Courcelles, Histoire généalogique et héraldique des pairs de France, des grands dignitaires de la couronne, des principales familles nobles du royaume, 1833.
- Jean Marie de La Mure, Histoire des ducs de Bourbon et des comtes de Forez, 1809. Chapitre XII.